# Tornade satellite

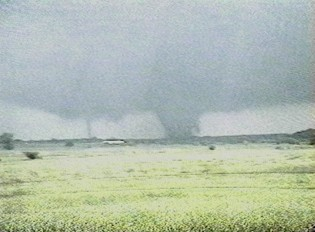
Mince tornade satellite associée à une tornade principale à droite à Moore le 3 mai 1999

Une tornade satellite est un entonnoir nuageux secondaire qui tourne autour d'une tornade principale à partir du même mésocyclone dans le nuage d'orage. Il ne s'agit pas d'une tornade à vortex multiples, qui est une tornade se séparant en plusieurs entonnoirs, mais d'un entonnoir distinct. Le phénomène n'est pas très courant et l'ensemble satellite-principale est appelé un « couple ». Le signalement de tornades satellites devient plus probable depuis la multiplication des chasseurs d'orages et des appareils vidéos sur les téléphones mobiles. 

## Description
La cause des tornades satellites n'est pas connue mais leur rotation est plus souvent anticyclonique que dans les tornades uniques. Elles se forment en général avec une intense tornade principale. Les tornades satellites peuvent fusionner avec entonnoir principal mais le plus souvent en font le tour et semble seulement s'y fondre, pour un observateur, quand elles passent dernière la tornade principale. Lors des journées où se produisent éruption de tornades, si un orage produit des tornades satellites, il est très probable que d'autres le feront aussi.
Quand le phénomène se produit, il est généralement observé que plus d'une tornade satellite se développe durant la vie de la tornade principale. Il apparait aussi avec des tornades successives dans une famille de tornades du même orage supercellulaire. Ainsi lors d'un épisode orageux de mars 1990 aux États-Unis, un membre d'intensité F5 sur l'échelle de Fujita d'une famille de tornades a diminué de diamètre pour devenir le satellite d'un autre entonnoir de la famille. Celui-ci s'est ensuite intensifié à F5.

## Étude
De nombreux exemples de couples tornadiques ont été signalés lors d'importantes éruptions de tornades aux États-Unis, par exemple durant les tornades de l'Oklahoma du 3 mai 1999. Des détections se font aussi dans d'autres pays comme lors d'une tornade de longue vie en Roumanie. Leur étude est rendue plus facile avec les radars météorologiques mobiles que certaines campagnes de recherche utilisent (expériences VORTEX par exemple).